# Tamarin (arbre)
Pour les articles homonymes, voir Tamarin.
Taxons concernés
Dans la famille des Fabaceae les espèces :
- Acacia heterophylla
- Pithecellobium dulce
- Sophora denudata
- Tamarindus indica
- Dialium guineensemodifier

Tamarin est un nom vernaculaire ambigu désignant en français plusieurs espèces d'arbres de la famille des Fabacées et , en particulier le Tamarinier, (Tamarindus indica), qui est présent dans de très nombreux pays.

## Liste des espèces d'arbres appelées «tamarin» en français
- Le tamarinier est un grand arbre d'origine africaine introduit depuis l'Inde, dont les fruits (gousses) fournissent une pulpe comestible appelée  tamarin, à la base de très nombreuses préparations alimentaires : sirops, sodas, condiments ainsi que pour certains remèdes. Il est dénommé sur l’île de La Réunion et l'île Maurice le tamarin des Bas ou tamarin pays [1]. L'arbre  a été choisi comme symbole d'un grand ouvrage routier (la Route des Tamarins) dont la construction à La Réunion a débuté en 2004.

- Le tamarin des Hauts (Acacia heterophylla)[2] est un arbre endémique des montagnes de l'île de La Réunion. Son bois est à la source d'une ébénisterie traditionnelle locale de grande qualité.

- Le petit tamarin des Hauts (Sophora denudata)[3] est un petit arbre endémique des montagnes de l'île de La Réunion, présent principalement en altitude (de 1 500 à 2 000 m) sur les pentes du volcan du Piton de la Fournaise.

- Le tamarin d'Inde (Pithecellobium dulce)[4] est un arbre de taille moyenne, originaire d'Amérique centrale, qui colonise spontanément les zones de basse altitude de l'Ouest de l'île de la Réunion. La pulpe des fruits est également comestible mais ne fait l'objet d'aucun commerce.

- Le tamarinier noir ou tamarinier velours sont les noms donnés à l'arbre Dialium guineense originaire d'Afrique de l'Ouest.

## Galerie

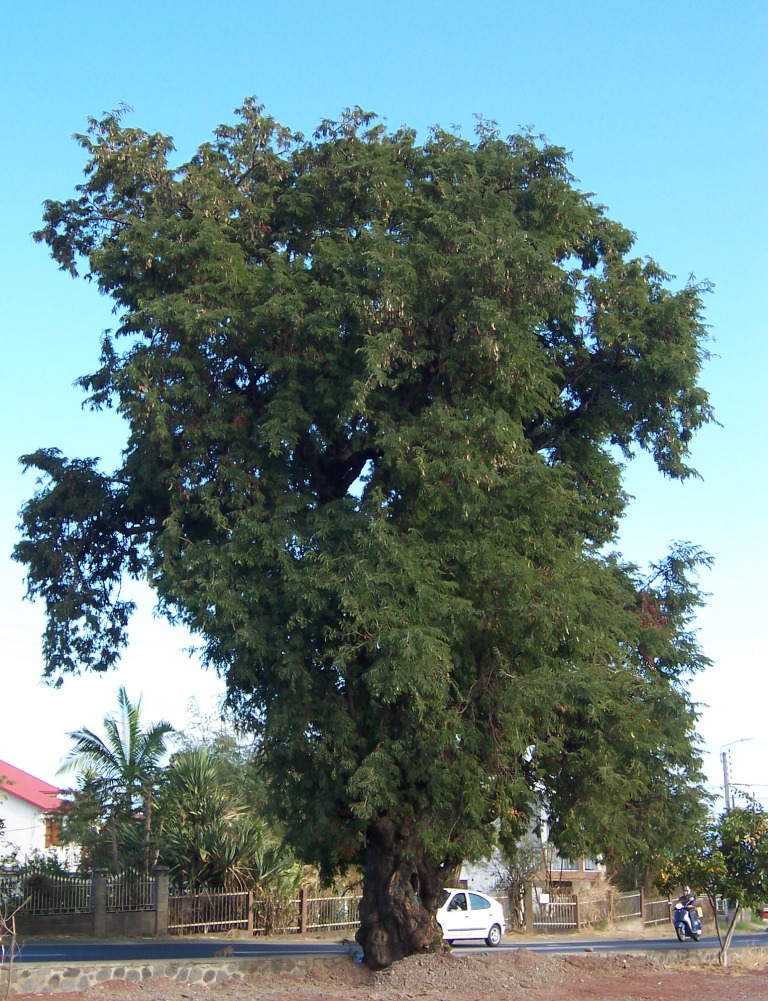
Tamarinier ou Tamarin pays, allure générale d'un vieil arbre à Saint-Paul
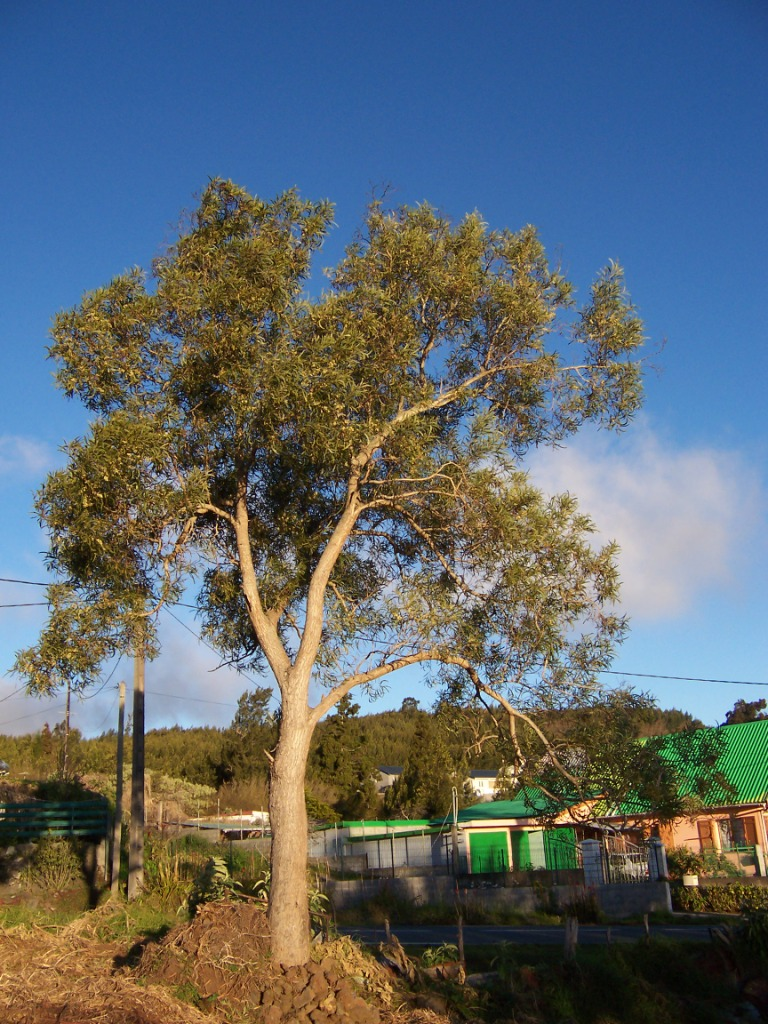
Tamarin des Hauts, jeune arbre dans le village de la Plaine des Cafres
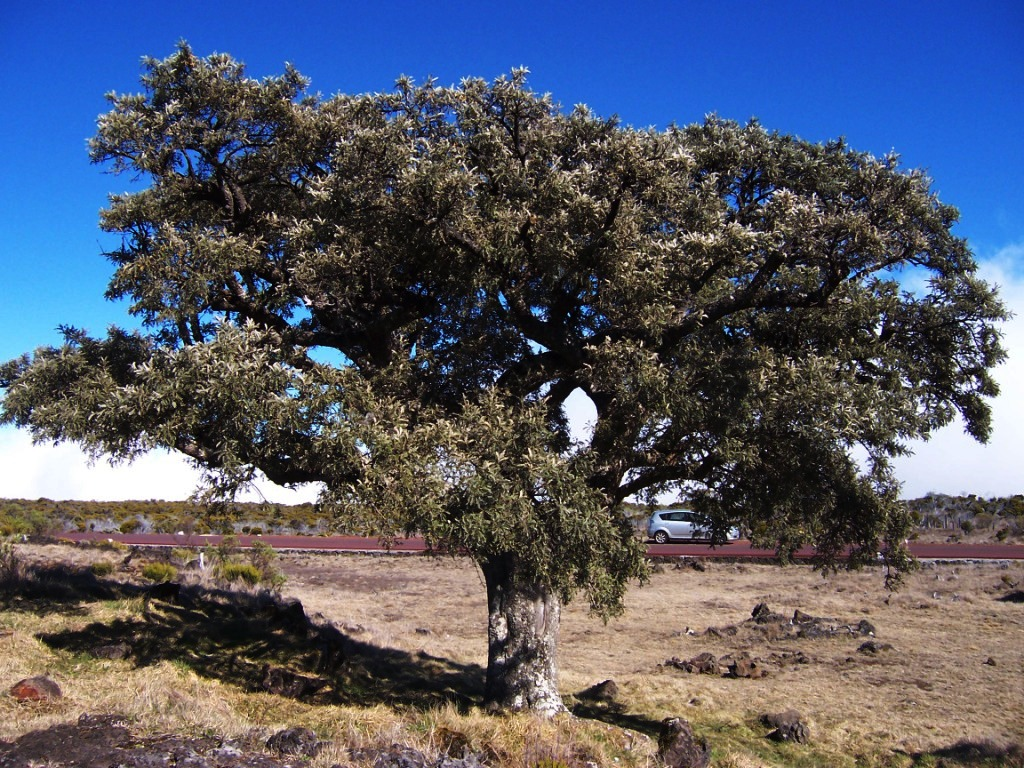
Petit tamarin des Hauts, allure d'un vieil arbre près de la Route du Volcan
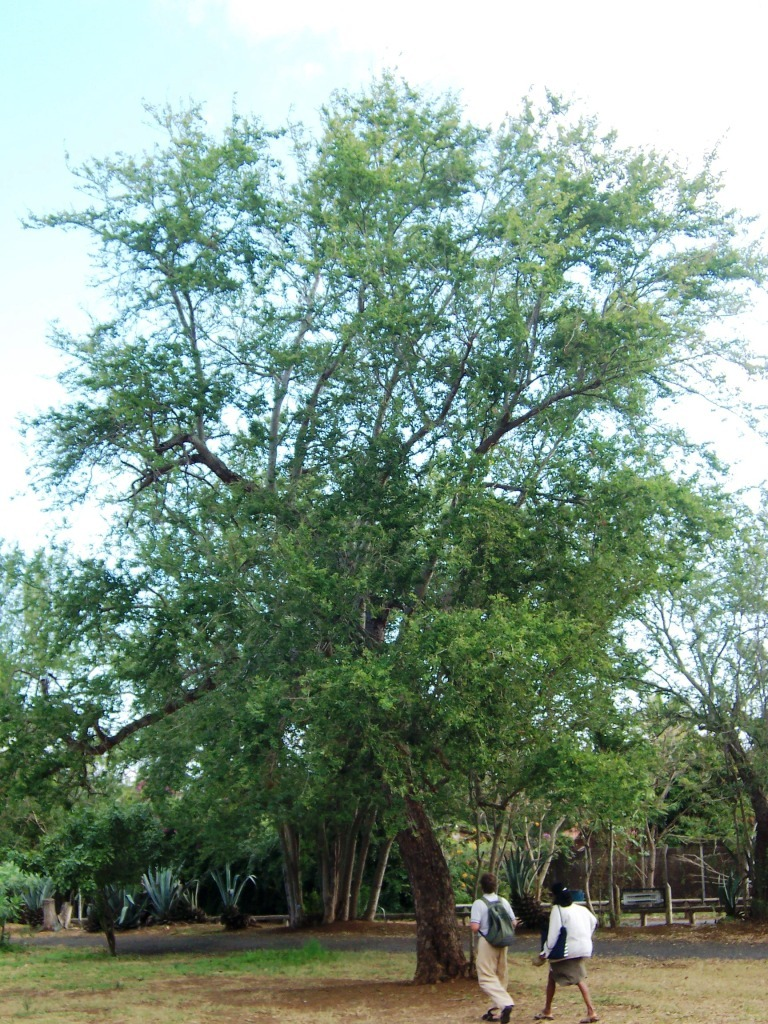
Tamarin d'Inde, allure générale d'un arbre en forêt de l'Étang-Salé